# Convoi no 25 du 19 mai 1944
Le convoi no 25 du 19 mai 1944 est le vingt-septième convoi de déportation à quitter, au cours de la Seconde Guerre mondiale, le territoire belge en direction d'Auschwitz-Birkenau,.
Le convoi XXV comportait 508 déportés : 257 hommes, 251 femmes, dont 41 enfants de moins de seize ans.
Le plus jeune du convoi XXV, Jean Wach, avait six mois